# Sur Catherine de Médicis
Sur Catherine de Médicis (em português, Sobre Catarina de Médicis) é um romance histórico de Honoré de Balzac sobre a rainha que esteve na origem das guerras religiosas na França, mãe dos três últimos reis da dinastia de Valois, qualificado como "colcha de retalhos" por Claudie Bernard, com razão como mostra a história da confecção do texto que se estende de 1830 a 1842. Começada em uma época em que Balzac produzia ainda as obras de juventude diretamente inspiradas por Walter Scott, terminada depois da publicação das principais obras da Comédia Humana, essa obra em três partes, às quais se junta uma quarta à guisa de Introdução, oscila entre vários gêneros: documentário, discurso defensivo, romance, conto fantástico, até mesmo ensaio.
Na Introdução, publicada em 1842 por Souverain sob o título de Catarina de Médicis explicada, Balzac exorta o leitor a repensar seu julgamento sobre uma rainha considerada sanguinária mas que enfrentou dilemas cruéis, fornecendo "os elementos essenciais para lhe permitir compreender as relações entre as diferentes grandes figuras da Corte, de Francisco I a Henrique IV.
A primeira parte, O mártir calvinista, transcorre no final do reinado efêmero de Francisco II e gira em torno da Conjuração de Amboise, primeiro ataque frontal contra a Reforma, prenunciando o Massacre da noite de São Bartolomeu. Faz surgir um personagem imaginário: Cristophe Lecamus, filho do peleiro de Catarina de Médicis, calvinista comprometido com os complôs da rainha, que sofre terríves suplícios e que guarda silêncio para não comprometer a soberana. "Para o leitor moderno a época das guerras de religião na França constitui um emaranhado inextricável com aquela sucessão de editos de tolerância seguidos de holocaustos de Protestantes, com a presença, na mesma corte, de inimigos ferozes que convivem pacificamente durante algum tempo tramando uns a eliminação dos outros e voltando a se cumprimentarem quando a tentativa falhou, com as oscilações de Catarina de Médicis e de seus filhos [...]"  Balzac "empenhou-se em tornar inteligível essa situação complexa e conseguiu revelar as molas de muitas ações que à primeira vista podem parecer paradoxais." Publicada em 1841 no Siècle, junta-se aos Estudos filosóficos da edição Souverain em 1842. Esse episódio da vida do escritor Balzac reflete-se, de certa forma, nas Ilusões perdidas.
A segunda parte, A confidência dos Ruggieri, publicada em 1836 na Chronique de Paris, reeditada em volume na seção dos Estudos filosóficos em 1837, aborda a relação de Carlos IX com sua amante Marie Touchet pouco depois do Massacre da noite de São Bartolomeu (que não é diretamente abordado nesta obra) e sua tentativa fracassada de "enfrentar o domínio tirânico de Catarina, sua mãe". Mas o ponto alto é a conversa do rei com Cosmo Ruggieri, astrólogo de Catarina, e seu pai idoso Lorenzo, "e o autor aproveita a ocasião para fazer a apologia da alquimia [...]"
A terceira parte, intitulada Os dois sonhos, publicada em 1830 na Revue des Deux Mondes, depois em 1831 nos Romances e contos filosóficos, é uma forma de narrativa fantástica. Ao longo de um jantar ao final do século XVIII, dois convivas, um advogado e outro cirurgião (supostamente Robespierre e Marat) contam visões ou sonhos (não fica claro de qual dos dois se tratou) que tiveram. O advogado (Robespíerre) mantém com Catarina um diálogo imaginário em que esta tenta justificar a Noite de São Bartolomeu como tendo sido necessária e ainda por cima reclama que foi ineficaz, já que não conseguiu livrar a França totalmente de sua população huguenote. "Se no dia 25 de agosto não houvesse ficado a sombra de um Huguenote na França, eu ficaria sendo até a mais longuínqua posteridade uma bela imagem da Providência". O cirurgião (Marat) conta que estava cortando a coxa gangrenosa de um paciente quando de repente encontrou toda uma civilização em miniatura naquela perna doente. "Iluminou-se a natureza para mim, e apreciei a sua imensidade, ao perceber o oceano dos seres que, por massas e por espécies, estavam espalhados em toda parte, constituindo uma só matéria animada, desde os mármores até Deus. [...] Em suma, havia um universo em meu doente."
A introdução e as três partes serão reunidas na segunda edição Furne da Comédia em 1846.